# Rue Gluck
Pour les articles homonymes, voir Gluck (homonymie).
La rue Gluck est une voie du 9e arrondissement de Paris, en France.

## Situation et accès
La rue Gluck est une voie publique située dans le 9e arrondissement de Paris. Elle débute place Jacques-Rouché et se termine place Diaghilev.

## Origine du nom

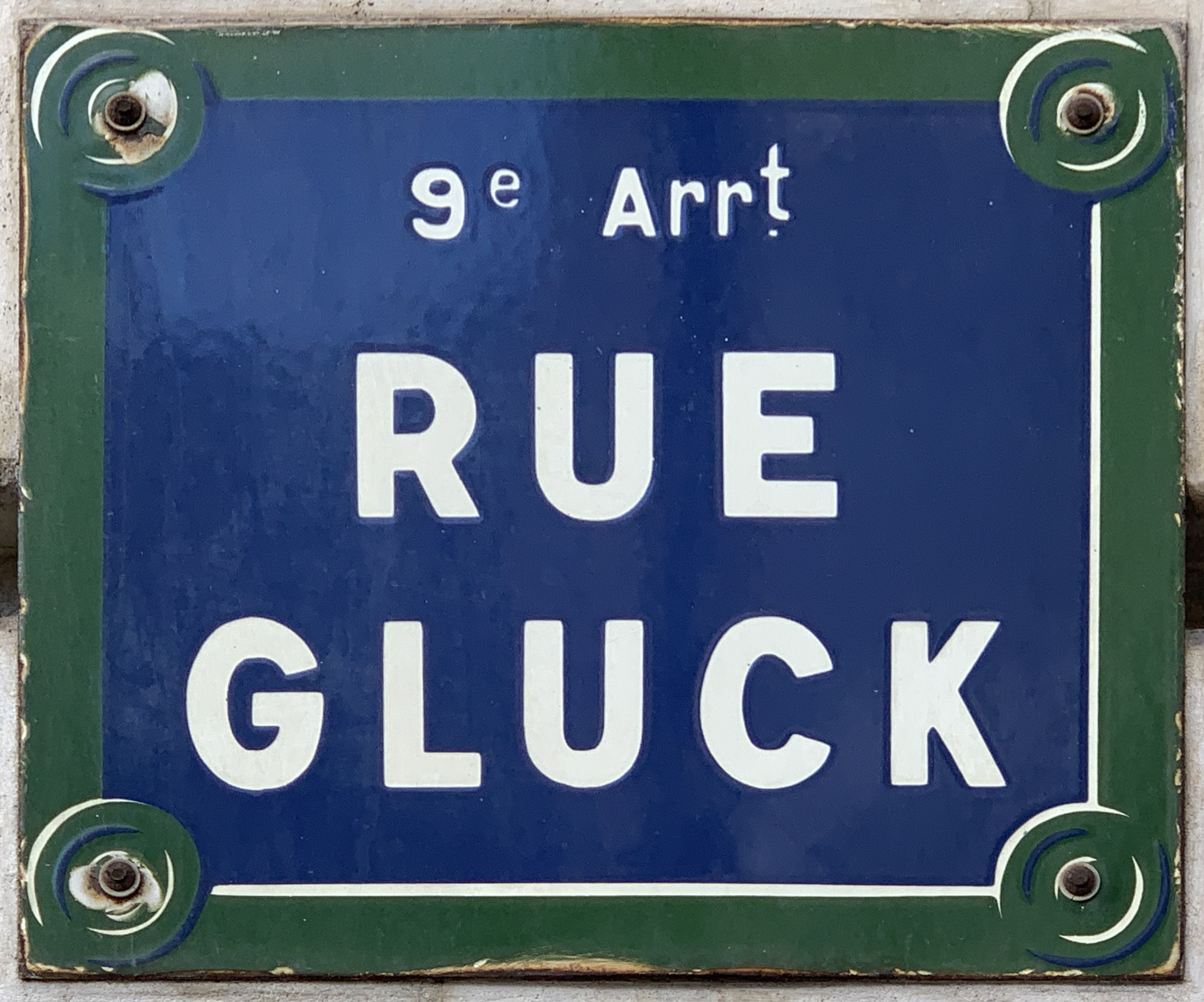
Plaque de la rue.

En raison de son voisinage avec l'Opéra, cette rue porte le nom de Christoph Willibald Gluck (1714-1787), compositeur allemand.

## Historique
Projetée par décret du 29 septembre 1860, la rue est ouverte en 1862 et dénommée « rue Gluck » par décret du 2 mars 1867.
« Napoléon, etc.,
sur le rapport de notre ministre d’État,
vu le décret, en date du 14 novembre 1858, qui déclare d'utilité publique : 
- 1° l'ouverture d'une rue dite de Rouen, devant communiquer du boulevard des Capucines à la rue du Havre ;
- 2° l'ouverture d'une rue d'embranchement (rue Halévy), de ce boulevard à la rue de la Chaussée-d'Antin ;
- 3° la formation d'une place (partie nord de la place de l'Opéra) au point de départ commun des deux rues ;
- 4° la suppression de la rue Basse-du-Rempart ;

vu l'arrêté préfectoral, en date du 14 avril dernier, prescrivant l'ouverture d'une enquête à la mairie du neuvième arrondissement, sur le projet de construction d'une nouvelle salle d'opéra au fond de la place ci-dessus désignée ;
vu le plan soumis à l'enquête et les diverses observations auxquelles il a donné lieu ;
vu l'avis de la commission d'enquête et le projet modificatif qu'elle a proposé ;
vu l'avis du Conseil général des bâtiments civils sur le résultat de l'enquête, en date du 30 juin ; 
vu la délibération du Conseil municipal en date du 3 août ;
vu la loi du 3 mai 1841, sur l'expropriation pour cause d'utilité publique ;
vu le décret du 26 mars 1852 sur la voirie de Paris ;
notre Conseil d'État entendu, avons décrété et décrétons ce qui suit :
- Article 2 - 3° : la bifurcation de la rue Halévy de 20 mètres de largeur, correspondant à la rue de Rouen, de l'autre côté de la place quadrangulaire, afin d'en diriger une branche (la rue Gluck) sur la rue Neuve-des-Mathurins, symétriquement au prolongement de la rue de Mogador, et l'autre branche (la rue Halévy) vers le point de la rue de la Chaussée-d'Antin où doit déboucher le prolongement de la rue Lafayette.

Fait au palais de Saint-Cloud, le 29 septembre 1860. »